# جبنة قشدية
الجبن القِشدي (بالإنجليزية: Cream cheese)‏ (نقحرة: الجبن الكريمي) هي جبنة طرية وخفيفة، وتتميز بطعم جيد وقشدي، وذات مذاق متوسطة الحموضة، غالبا ما تصنع الجبنة كريم من الجبن الطازج مع إضافة الحليب والقشدة وأحيانا ما يوضع عليها بعض المثبتات كالكاراجينان مثلا، وتتميز الجبنة أنها سهلة الدهن وغالبا ما تستخدم الجبنة كريم على الخبز في الإفطار.

## أصله

### الولايات المتحدة الأمريكية
حوالي عام 1873 ، كان ويليام أ. لورانس، وهو عامل ألبان في تشيستر، نيويورك، أول من أنتج الجبن الكريمي بكميات كبيرة. في عام 1872 ، اشترى مصنع Neufchâtel . من خلال إضافة الكريمة إلى العملية، طور جبنًا أكثر ثراءً أطلق عليه اسم «الجبن الكريمي». في عام 1877 ابتكر لورانس العلامة التجارية الأولى للجبن الكريمي: كان شعارها عبارة عن صورة ظلية للبقرة متبوعة بعبارة "Neufchatel & Cream Cheese".

في عام 1879 ، لبناء مصنع أكبر، دخل لورانس في ترتيب مع صموئيل إس دورلاند، تاجر آخر في تشيستر. في عام 1880 ، بدأ موزع الجبن ألفاه رينولدز في نيويورك بيع جبن لورانس ودورلاند وأطلق عليه «جبنة فيلادلفيا القشدية». بحلول نهاية عام 1880 ، وفي مواجهة الطلب المتزايد على جبن العلامة التجارية فيلادلفيا، تحول رينولدز إلى تشارلز جرين، وهو عامل ألبان ثان في تشيستر، والذي كان بحلول عام 1880 يصنع الجبن أيضًا. تم بيع بعض جبن جرينز أيضًا تحت علامة فيلادلفيا.
في عام 1892 ، اشترى رينولدز شركة Empire Cheese Co في جنوب إدمستون، نيويورك، لإنتاج الجبن تحت علامته التجارية «فيلادلفيا». عندما احترق مصنع Empire في عام 1900 ، طلب من شركة Phenix Cheese التي تم تشكيلها حديثًا إنتاج جبنه بدلاً من ذلك. في عام 1903 باعت رينولدز الحقوق إلى «فيلادلفيا» اسم العلامة التجارية لشركة فونيكس الجبن، الذي كان تحت إشراف جاسون F. يتني، الأب (واندمجت مع كرافت في عام 1928). وبحلول أوائل ثمانينيات القرن التاسع عشر، ظهرت جبن النجمة القشدية كعلامة تجارية لورنس ودورلاند، وظهرت العلامات التجارية للجبن Green made World and Globe. في مطلع القرن العشرين، كان عمال الألبان في نيويورك ينتجون الجبن القشدي الذي يباع تحت عدد من العلامات التجارية الأخرى، وكذلك: تريبل كريم (سي بيرسيفال)، إيجل (إف إكس بومرت)، إمباير (فينيكس تشيز كو)، موهيكان (شركة الجبن العالمية)، شركة مونرو للجبن (جروس وهوفمان)، ونبوب (إف إتش ليجيت).
أصبح الجبن كريم شعبية في المطبخ اليهودي في مدينة نيويورك، حيث يعرف باسم "schmear". يتم استخدامه على الخبز وهو أساس الخبز والجبن كريم، شطيرة مفتوحة الوجه المشتركة. غالبا ما تضاف اللوكس والكبر والمكونات الأخرى إلى هذا الطبق. أصبح الخبز على الجبنة القشدية وجبة إفطار وغداء في كل مكان في جميع أنحاء الولايات المتحدة.

### كندا
في حين أن الأجبان القشدية الصناعية، مثل «فيلادلفيا»، هي الأصناف الأكثر شيوعًا، إلا أن الأجبان التقليدية الطازجة التي لا تحتوي على مثبتات أو مواد حافظة تحافظ على وجودها في السوق الكندية، مثل الجبن القشدي الذي يبيعه قسم الألبان الغربي في جاي ليا وشركة ليبرتي.

## صناعته
من السهل صنع الجبن القشدي في المنزل، ويتم استخدام العديد من الطرق والوصفات. يعتبر التصنيع التجاري المتسق والموثوق أكثر صعوبة. عادة، جزيئات البروتين في الحليب لها شحنة سطحية سالبة، والتي تحافظ على الحليب في حالة سائلة. تعمل الجزيئات كمواد خافضة للتوتر السطحي، وتشكل مذيلات حول جزيئات الدهون وتبقيها في مستحلب. تضاف بكتيريا حمض اللاكتيك إلى الحليب المبستر والمتجانس. خلال تخمير حوالي 22 °C (72 °F. ودرجة الحموضة من الحليب تنخفض (يصبح أكثر حمضية). الأحماض الأمينية على سطح البروتينات تبدأ تفقد الاتهام وتصبح محايدا، وتحول المذيلات الدهون من محبة للماء ل مسعور الدولة ويسبب السائل إلى تخثر. إذا تركت البكتيريا في الحليب لفترة طويلة، فإن الرقم الهيدروجيني ينخفض أكثر، وتحصل المذيلات على شحنة موجبة، ويعود الخليط إلى شكله السائل. المفتاح، إذن، هو قتل البكتيريا عن طريق تسخين الخليط إلى 52-63 درجة مئوية (126-145 درجة فهرنهايت)[بحاجة لمصدر] في اللحظة التي يكون فيها الجبن عند النقطة الكهروضوئية، مما يعني الحالة التي يكون فيها نصف المادة المؤينة الأحماض الأمينية السطحية للبروتينات موجبة الشحنة ونصفها سالبة.
قد ينتج عن التوقيت غير الدقيق للتسخين جبن أقل جودة أو غير قابل للبيع بسبب الاختلافات في النكهة والقوام. يحتوي الجبن القشدي على نسبة دهون أعلى من أنواع الجبن الأخرى، كما أن الدهون تقاوم الماء الذي يميل إلى الانفصال عن الجبن؛ يمكن تجنب ذلك في الإنتاج التجاري عن طريق إضافة مثبتات مثل صمغ الغار أو الخروب لإطالة مدة صلاحيتها.
في كندا، تنص اللوائح الخاصة بالجبن القشدي على أن يتم تصنيعه عن طريق تخثر القشدة بمساعدة البكتيريا، مما يشكل خثارة تتشكل بعد ذلك إلى كتلة بعد إزالة مصل اللبن. تشتمل بعض مكوناته على القشدة (لضبط محتوى دهون الحليب) والملح والنيتروجين (لتحسين قابلية الانتشار) والعديد من مكونات التبلور والتكثيف والتثبيت والاستحلاب مثل صمغ الزانثان أو الجيلاتين، بحد أقصى 0.5 بالمائة. اللوائح الخاصة بالمواد الحافظة المستخدمة هي أنه يمكن استخدام حمض السوربيك أو حمض البروبيونيك بشكل مستقل أو معًا، ولكن بحد أقصى 3000 جزء في المليون عند استخدامها معًا.الانزيمات مقبولة فقط التي يمكن استخدامها في تصنيع الجبن كريم ليتم بيعها في كندا هي كيموسين ألف وباء، البيبسين والمنفحة.
في أسبانيا والمكسيك، ويسمى الجبن في بعض الأحيان من قبل عام اسم في Filadelfia كازو بعد تسويق جبنة كريم فيلادلفيا وصفت من قبل شركة كرافت فودز.

## إستخداماته

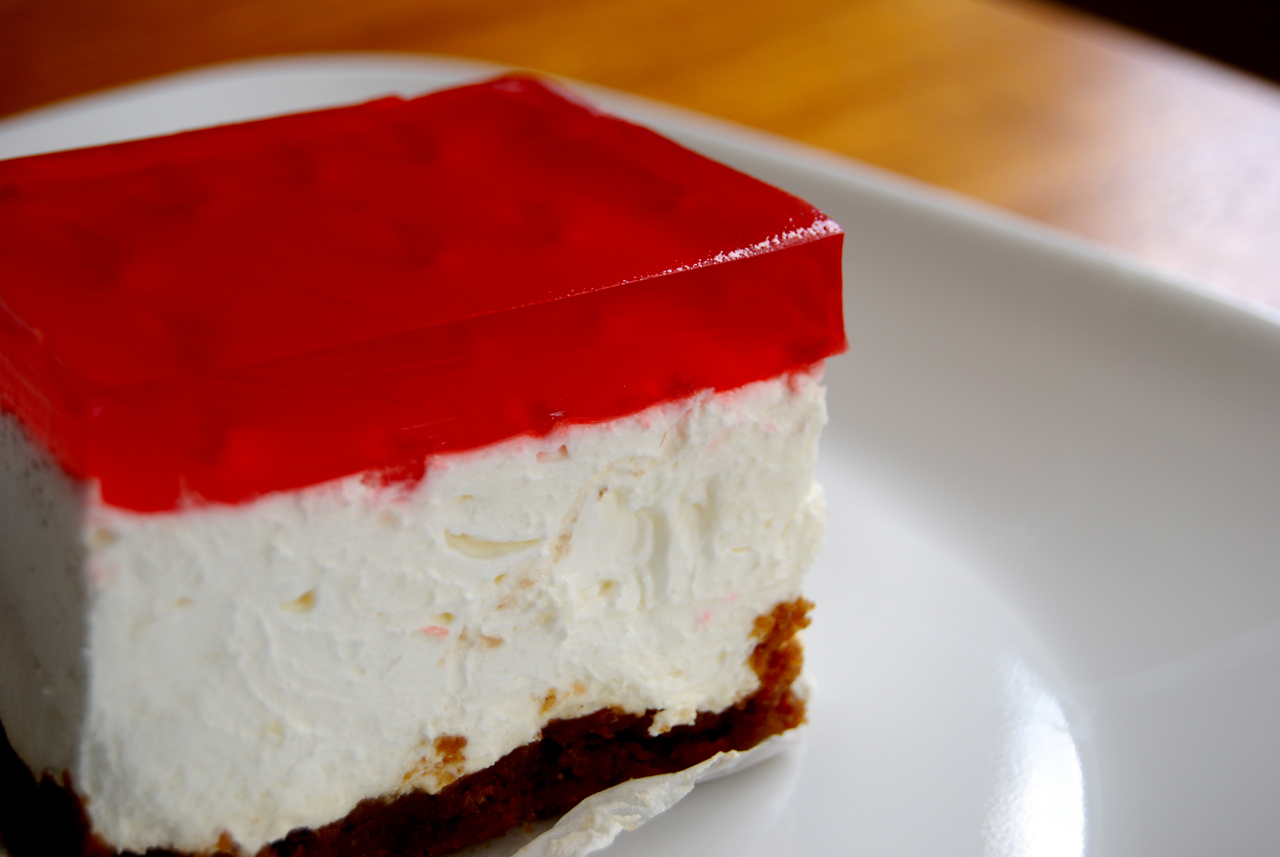
جبنة كريمي

غالبًا ما يتم دهن الجبن القشدي على الخبز، والبيجل، والبسكويت، وما إلى ذلك، ويستخدم كغمس لرقائق البطاطس وأصناف الوجبات الخفيفة المماثلة، وفي السلطات. يمكن مزجه مع مكونات أخرى، مثل الزبادي أو الفلفل الهلام، لعمل هوامش.
يمكن استخدام الجبن القشدي لأغراض عديدة في الطبخ الحلو والمالح، وهو ينتمي إلى نفس عائلة المكونات مثل منتجات الألبان الأخرى، مثل الكريمة والحليب والزبدة والزبادي. يمكن استخدامه في الطهي لعمل كعكة الجبن وتكثيف الصلصات وجعلها قشدية. يستخدم الجبن القشدي أحيانًا بدلاً من الزبدة أو معها (عادةً جزئين من الجبن القشدي إلى جزء واحد من الزبدة) عند صنع الكعك أو البسكويت، وكريمة الجبن. إنه المكون الرئيسي في حشو السلطعون، وهو مقبلات يتم تقديمها بشكل شائع في المطاعم الصينية الأمريكية. يمكن استخدامه أيضًا بدلاً من الزبدة أو زيت الزيتون أو جنبًا إلى جنب مع البطاطس المهروسة، وفي بعض لفائف السوشي الغربية. يمكن استخدامه أيضًا للنمل الموجود في السجل.
تميل الجبن القشدي الأمريكي إلى احتوائه على نسبة دهون أقل من أي مكان آخر، ولكن يُقترح أحيانًا الجبن الذي يحمل علامة «فيلادلفيا» كبديل للبيتي سويس .